# NWA Florida Global Tag Team Championship
L'NWA Florida Global Tag Team Championship è stato un titolo della divisione tag team promosso dalla federazione Championship Wrestling from Florida (CWF), un territorio della National Wrestling Alliance.
Il titolo è stato attivo per un breve lasso di tempo, dal 1982 al 1983, quando fu sostituito dalla versione locale del NWA United States Tag Team Championship.

## Albo d'oro
| Legenda  | Legenda                                                                       |
| -------- | ----------------------------------------------------------------------------- |
| #        | Indica il numero del regno titolato                                           |
| Regno    | Viene indicato il numero del regno del campione                               |
| Data     | La data in cui il titolo è stato vinto                                        |
| Località | Indica il luogo in cui il titolo è stato vinto                                |
| Note     | Indica notizie particolari riguardanti i cambi di titolo o altre informazioni |

| #  | Campione                           | Regno | Data             | Giorni | Località                 | Evento     | Note | Fonti  |
| -- | ---------------------------------- | ----- | ---------------- | ------ | ------------------------ | ---------- | --- | ------ |
| 1  | Jim Garvin e Big John Studd        | 1     | 30 ottobre 1982  | 12     | Tampa, Florida           | House show | In un torneo per decretare i campioni inaugurali.                                                       | [ 2 ]  |
| 2  | Ron Bass e Barry Windham           | 1     | 14 novembre 1982 | 52     | Orlando, Florida         | House show | |        |
| 3  | Johnny Heffernan e Don Kent        | 1     | 5 gennaio 1983   | 13     | Miami, Florida           | House show | | [ 3 ]  |
| 4  | Terry Allen e Scott McGhee         | 1     | 18 gennaio 1983  | 7      | Tampa, Florida           | House show | | [ 4 ]  |
| 5  | Johnny Heffernan e Don Kent        | 2     | 25 gennaio 1983  | 21     | Miami, Florida           | House show | | [ 5 ]  |
| 6  | Terry Allen (2) e Midnight Rider   | 1     | 15 febbraio 1983 | 0      | Tampa, Florida           | House show | | [ 6 ]  |
| 7  | Terry Allen (3) e Scott McGhee (2) | 2     | 15 febbraio 1983 | 21     | --                       | --         | Subito dopo aver vinto il titolo, Midnight Rider cedette la sua parte a McGhee.                         |        |
| 8  | Johnny Heffernan e Don Kent        | 3     | 8 marzo 1983     | 23     | Tampa, Florida           | House show | | [ 7 ]  |
| 9  | Terry Allen (4) e Scott McGhee (3) | 3     | 31 marzo 1983    | --     | Tampa, Florida           | House show | |        |
| 10 | Johnny Heffernan e Don Kent        | 4     | aprile 1983      | --     | --                       | --         | |        |
| 11 | Terry Allen (5) e Brad Armstrong   | 1     | 13 aprile 1983   | 25     | Miami, Florida           | House show | |        |
| 12 | Bobby Duncum e Angelo Mosca        | 1     | 8 maggio 1983    | 58     | West Palm Beach, Florida | House show | |        |
| 13 | Mike Graham e Scott McGhee (4)     | 1     | 5 luglio 1983    | 26     | Tampa, Florida           | House show | | [ 8 ]  |
| 14 | Elijah Akeem e Kareem Muhammad     | 1     | 31 luglio 1983   | --     | Orlando, Florida         | House show | | [ 9 ]  |
| —  | Disattivato                        | —     | ottobre 1983     | —      | —                        | —          | Il titolo fu disattivato e sostituito dalla versione locale del NWA United States Tag Team Championship | [ 10 ] |